# Henri Arbousset
Pour les articles homonymes, voir Arbousset.
Henri Arbousset, est un poète français qui a vécu en Provence.
Dans la dernière partie de son existence, il écrit nombre de poèmes, la plupart rassemblés en recueils dactylographiés (Les Magnanes, 2004 ; Les Heures, 2004 ; L'Age, 2005 ; Les Contre-cœur, 2006 ; Prétextes, 2007), diffusés à ses familiers et connaissances ou publiés dans la revue de poésie Le Cerf-volant.

## Prix littéraires
La Maison de la poésie l'a récompensé à deux reprises : le prix Paul Verlaine lui a été attribué en 1974 pour le recueil Les Délassements, le prix Maurice Du Plessys en 1982 pour l'ensemble de son œuvre poétique.

## Jugements
À propos de Palmes, Henri Arbousset est remarqué  pour son art de « filer un poème de bout en bout, d'un seul mouvement ininterrompu… toujours ce mouvement agile, ce mouvement de flèche, ce mouvement ronsardien, et toujours le faisceau d'une pensée, d'une émotion… ». Sont évoqués « ces mètres courts qu'Arbousset affectionne par lesquels la poésie nouvelle a reconquis dans son extrême concision habituelle jusqu'à l'éloquence » (Eugène Marsan, Comœdia, 24 décembre 1934)
« Eugène Marsan a salué Henri Arbousset comme 'un poète classique d'inflexion symboliste' Ce jugement, si juste à l'époque semble convenir aux deux dernières œuvres du poète : L'immobile aventure et Le Soleil et la Cendre. Alors que ses précédents poèmes avaient un accent assez ronsardien en somme, ceux-ci témoignent d'un lyrisme aussi haut, mais plus savant, plus hermétique 'Laissons aller ces paysages/ Mouvants et ces lointains châteaux!/ Que les nuages sur les eaux/ Tentent d'équivoques voyages/' […] La petite suite de la plaquette Le soleil et la cendre accuse un caractère plus particulier. Elle forme une sorte d'itinéraire provençal. C'est criant de vérité et de couleur locale. […] Mais cela est dit, le plus souvent, avec le lyrisme d'Henri Arbousset qui a la vertu du soleil de Provence […] » (Albert Flory, La Croix du 12 juillet 1953)
Dans le Mercure de France de novembre 1953, le poète Philippe Chabaneix écrit : « […] Après avoir gardé le silence pendant seize ans, Henri Arbousset a fait paraître L'Immobile Aventure et nous offre maintenant Le Soleil et la Cendre. Ces deux récentes plaquettes tiennent amplement toutes les promesses de ses débuts quand il subissait l'influence de Marcel Ormoy, ce pur élégiaque trop tôt disparu, et qu'il comptait parmi les jeunes poètes fidèles aussi bien à la classique leçon du Moreas des stances, qu'aux rêveries supernaturalistes de Nerval et qu'au précieux enseignement de Mallarmé. […] C'est comme son ami Eugène Lapeyre, un vrai sage et un méditerranéen sans mélange dont les poèmes exaltent avec un goût certain et une parfaite sobriété, la Provence dévorée de lumière, et lorsqu'il nous dit les joies et les peines de l'amour, une réserve lui est coutumière, qui ne donne que plus de prix à ses harmonieuses confidences  […] Et le critique d'évoquer un poème du dernier recueil, Les Faneuses :"Dans leur tendresse, leur imprécision et leur musique de songe, ces vingt octosyllabes témoignent d'une sorte de magie vague et subtile assez rare à notre époque. »

## Œuvres
- Partance, imprimerie J-C Perin à Villeneuve-lès-Avignon, mars 1980 (recueil tiré à cent exemplaires)
- Plaisirs, imprimerie J-C Perin à Villeneuve-lès-Avignon, octobre 1978 (recueil tiré à cent exemplaires)
- Balances, imprimerie J-C Perin à Villeneuve-lès-Avignon, octobre 1978 (recueil tiré à cent exemplaires)
- Les Délassements, Avignon, Les Presses universelles, 1974
- Le Soleil et la Cendre, Avignon,  A. Libeccio, 1952
- L’Immobile Aventure, Avignon, A. Libeccio, 1950
- Palmes, Nice, Éditions Betelgeuse, 1934 (A la mémoire de Marcel Ormoy)
- Les Argiles peintes, Nice, Éditions Betelgeuse, 1933
- Le Domaine de l'Aube, Nice, Éditions Betelgeuse, 1933
- Étoiles au verger, Nice, Éditions Betelgeuse, 1932.